# 하이 파이크
하이 파이크(Hy Pyke, 1935년 12월 2일 ~ 2006년 9월 28일)는 미국의 연극 배우, 텔레비전 배우이다.
로스앤젤레스에서 태어났다.

## 영화
- 데드 마스크 (1988년)
- 그로잉 페인스 (1984년)
- 블레이드 러너 (1982년) - 태프리 루이스 역
- 스폰 오브 더 슬리디스 (1978년)
- 혈의 악몽 (1978년)
- 퍼스트 뉴디 뮤지컬 (1976년)
- 르모라 (1973년)